# Бій за Кам'янець-Подільський
Бій за Кам'янець-Подільський (1 червня — 6 червня 1919) — перший з низки боїв загальноармійського наступу Армії УНР 1 червня 1919 року.

## Ситуація на фронті
На початку квітня 1919 року Армія УНР під натиском Червоної армії постійно відходила на захід. У кінці травня частина армії перейшла на територію Румунії, інша частина перетнула річку Збруч та опинилась на території Західноукраїнської Народної Республіки. ЗУНР перебувала в стані війни з Польщею. Загальна ситуація для Української Народної Республіки була дуже складною: вся територія окупована ворогом, армія виснажена у боях, сподіватися на суттєву підтримку третіх держав не доводиться.

## Розташування сил
Українці:
30 травня 1919 року 16-й Загін зосередився в районі Скали. На відтинку від с. Кудринці до Дністра зайняли вихідну до наступу позицію сотні повітових комендантів, що з них сформовано один відділ під командою полковника Ю. Ківерчука. У цьому відділі була значна кількість старшин у старшому віці. Полковникові Ківерчукові дано завдання демонструвати потужний наступ на Слобідку-Рихтівську. Ввечері 31 травня 1919 року, згідно з наказом, 16-й загін зосередився в невеликому селі Гуків. На дорозі витягнулися батареї, на узбіччі стояла піхота. Курити та голосно розмовляти було заборонено.
Більшовики (росіяни):
Передова охорона більшовиків знаходилась східного берега Збруча. Головна увага червоних була звернена на села Кудринці, Слобідка-Рихтівська та місто Кам'янець-Подільський. Тому головні сили більшовики зосередили на лінії Слобідка-Рихтівська- Кадиївці-Довжок, маючи резерв у Кам'янці-Подільському. У місті Оринин дислокувалась сотня піхоти із вартою в селі Гуків й Слобідка-Рихтівська.

## План наступу
Атакувати ворога в праве крило, що опиралося на м. Оринин і було найслабше обсаджено червоними. Олександрові Удовиченку, на підставі агентурних донесень, було відомо, що червоноармійці сподівалися головного удару з боку села Кудринці, що в напрямку на Слобідку-Рихтівську, й далі на с. Довжок. Очевидно червоне командування прийшло до такого висновку тому, що такий напрямок був найкоротшою лінією (шосе), що вела до Кам'янця-Подільського.
В ніч з 30 на 31 травня 1919 року 16 Загін зосереджується в селі Гуків, на шосе, що веде до м. Оринин. В ніч із 31 травня на 1 червня, о першій годині, 16-й Загін, що його перейменовано 31 травня на 2 пішу стрілецьку дивізію, вирушає колоною в напрямку на м. Оринин. У аванґарді 1-й полк Синьої дивізії, під командою полковника О. Вишнівського. Завдання: здобути м. Оринин, вийти в запілля Рихтецької групи ворожих сил, розбити їх і зайняти м. Кам'янець-Подільський.

## Перебіг бою
1 червня 1919 року, о першій годині ночі, 1-й полк Синьої дивізії вирушив аванґардом до міста Оринина. За півгодини, слідом, рушили головні сили Загону. Близько 4-ї години ранку 1-й полк Синьої дивізії дійшов до висоти 132.3, не зустрівши ворога. Вперед було вислано розвідку, а полк, після короткого відпочинку, рушив далі. Слідом за синіми висоту 132.3 обсіли головні сили Загону.

### Здобуття Оринина
В селі Юридика (можливо Бурти, це єдине село на шляху від Гукова до Оринина) 1-й полк Синьої дивізії заскочив ворога, знешкодив його і рушив далі. В результаті першої малої перемоги було здобуто віз із кількома кулеметами. У місті Оринині, як і в с. Юридика (можливо Бурти), сині несподівано заскочили червоних, що були сторожевою охороною більшовиків, взяв їх до полону, виставив свою сторожеву охорону довкола міста і наказав впускати до міста лише цивільних, а з міста не випускати нікого. З наказу полковника Вишнівського телефонне сполучення з Кам'янцем-Подільським було навмисно не ушкоджено. Більшовики телефоном питали Оринин про ситуацію в місті, на що сині відповідали, що українців поки не видно.
Близько 7-ї години ранку, 1 червня, весь Загін зосередився в м. Оринин. Невдовзі, за допомогою телефонного апарату, біля якого постійно чергував український старшина, стало відомо, що червоні заскочені несподіваним наступом на Слобідку-Рихтівську. Невдовзі із Кам'янця телефоном запитали Оринин: «Що чути про гайдамаків?». На що зайнятий українцями Оринин дезінформував ворога: «У нас спокійно. Люди кажуть, що в напрямку на Кудринці рушили великі сили гайдамаків». Ці фальшиві чутки були продубльовані в штаб червоних у Слободу Рихтецьку. Українці не лише чули розмови більшовиків, але й часом самі питали про ситуацію.
Оскільки червоні не здогадувались про присутність українців в Оринині, командир 16-го Загону вирішив дати своїм бійцям відпочинок, аби ранком наступного дня розпочати наступ на Кам'янець-Подільський свіжими силами. Цілий день 1 червня комендантська сотня демонструвала наступ, тримаючи ворога в напрузі, що дало змогу головним силам Загону отримати бажаний відпочинок.

### Здобуття хутора Козак та села Довжок
2 червня, о четвертій годині ранку, полк Синіх і Окремий курінь розпочали наступ на хутір Козак. Батареї стали на позицію, а штаб Загону зупинився на висоті 133.9. Приблизно о сьомій годині ранку бійці Загону зупинилися в долині, на віддаль 1 км на північ від висоти 125.0. З боку Слобідки-Рихтівської знову було чути гарматні стріли.
Полк Синіх та Окремий курінь спільно рушили в атаку на хутір Козак.
Тим часом артилерія та штаб Загону рушили вперед і минули висоту 125.0 без жодного пострілу. Невдовзі в напрямку з села Довжок по позиціям української артилерії був відкритий шквальний гарматний вогонь. Полковник Чижевський відповів вогнем по шосе, коло с. Довжок, де стояли більшовицькі батареї. Розпочався перехресний гарматний вогонь. Однак невдовзі з'ясувалось, що гарматний вогонь більшовиків є щільнішим. Українці втратили одну гармату та понесли втрати раненими гармашами. Поранені артилеристи опинилися у сфері обстрілу і їх неможливо було винести з поля бою. Раптово червоні перевела вогонь на висоту 139.9, де знаходився штаб Загону. Однією з перших гранат було розбито телефонний апарат та поранено телефоніста. За кілька хвилин впало більше 50 гранат, однак штаб урятувало те, що земля була вогка і чимало гранат заривалось у землю без вибухів. Скоро обстріл раптово припинився. Прийшло донесення, що полк Синіх та Окремий курінь здобули хутір Казак. Після короткої перестрілки всі червоноамійці, що боронилися на хуторі були знищені. Окремий курінь та Сині продовжили наступ на с. Довжок; у селі Кадиївці виявлено невідомий відділ червоних.
Штаб Загону вирушили на хутір Козак. Чорноморський полк передислокувався на хутір Казак для забезпечення правого крила Загону. Один курінь чорноморців, за наказом, вирушив на захоплення села Кадиївці. Однак ворога в селі не виявилось, і курінь повернувся на хутір Казак до свого полку.
О 16 годині 2 червня українська піхота, після гарматного бою, зайняла село с. Довжок і Підзамче. Батареї більшовиків відступили до Кам'янця-Подільського.

### Здобуття Кам'янця-Подільського
Піхоту 16-го Загону було обстріляно ворожими гарматами, що знаходились на залізничній станції Кам'янця-Подільського. Українська артилерія змусили більшовиків припинити вогонь. Щойно вогонь більшовицьких гармат був задавлений, як українців перенесли гарматний удар на шосе Кам'янець-Дунаївці, що був шляхом відступу ворога. Рихтецька група червоних відступала безладно на південь, у район містечка Жванець, а звідти, вздовж р. Дністер, на схід. Сотня повітових комендантів зайняла Слобідку-Рихтівську, виконавши своє завдання. Біля години 18-ї на всьому фронті настав спокій. Бій за Кам'янець-Подільський скінчився перемогою українців. Місто чекало на прибуття Уряду УНР.

## Бої за утримання міста

Позиційні бої у місті. Кам'янець-Подільський. Військово-історична реконструкція.

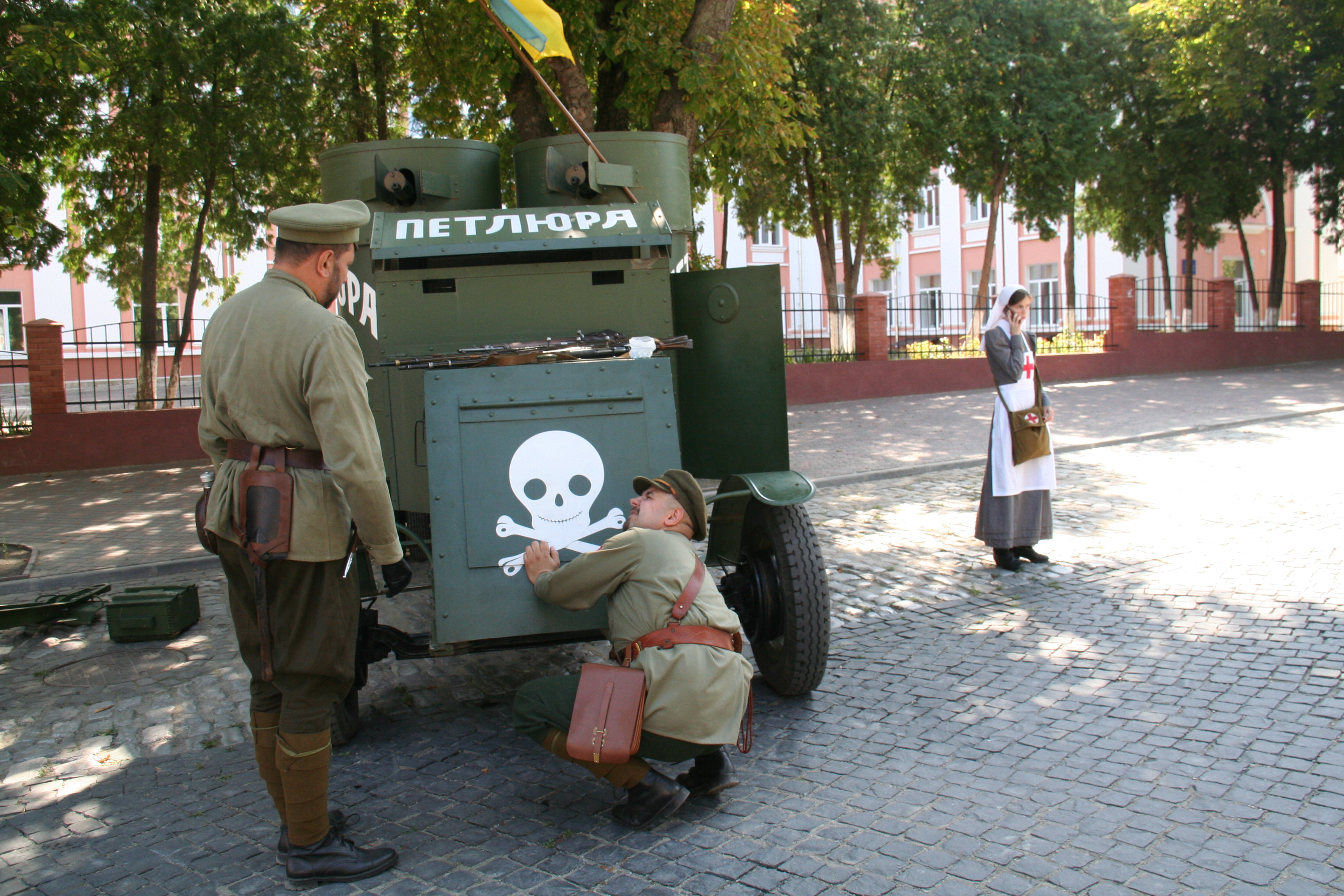
Фестиваль-реконструкція «Остання столиця»

Протягом дня 3 червня ворог не давав про себе знати. Однак 4 червня розвідка українців виявила скупчення більшовиків на лінії сс. Колубаївці-Гуменці. Червоноармійці отримали свіжі резерви та опритомніли від поразки. Вже 5 червня червоні розпочали енергійний контрнаступ. Бійці 2-ї дивізії (на той час 16-й Загін вже було перейменовано) Армії УНР відбили всі атаки ворога, однак давався в знаки гострий брак набоїв. Комендант міста сотник Гончаренко, повітовий комендант сотник Сіцинський та різні громадські установи оголосили терміновий збір набоїв. В результаті таких заходів вдалось зібрати заледве 6 000 набоїв, що й творило весь запас оборонців міста. Одночасно з оборонними боями дивізійне командування було змушене полагоджувати численні потреби військової частини: формування обозу, команд зв'язку, здобування телефонів, дроту та інше. Без вирішення цих завдань проведення наступу значно ускладнювалось. На станції Кам'янець-Подільський нашвидку було збудовано бронепотяг, командиром якого призначено сотника Годило-Годлевського.
Основний контрудар більшовики спрямували на шосе Шатава-Кам'янець. Чорноморський полк, що боронив цей відтинок фронту відбив декілька атак ворога, і сам був перейшов до наступу, однак, під натиском переважаючих сил ворога був змушений повернутися на свої основні позиції. В бою активно проявила себе як українська, так і більшовицька артилерії. Лише вояки Армії УНР в день 5 червня використали до 500 гранат та шрапнелів. На підмогу 2-й дивізії було викликано сотню сотника Афнера, яка добре показала себе в бою і значно полегшала ситуацію українців.
Більшовики успішно використовували автопанцирник, який вів бої на відтинку фронту проти Чорноморського полку 2-ї дивізії Армії УНР. Сотник Годило-Годлевський організував засідку в лісі біля с. Гуменці. В результаті успішного нападу автопанцирник, разом з його обслугою, був знищений кулеметним вогнем та ручними гранатами. Загальна ситуація на фронті складалася таким чином, що ініціатива перейшла до рук більшовиків. За таких умов командир 2-ї дивізії Армії УНР полковник Олександр Удовиченко ухвалює рішення перейти у наступ. Бої тривали до 6 червня. Вже 7 червня 2-га дивізія відбила атаки більшовиків та перейшла в активний контр-наступ, результатом якого стало здобуття м. Шатава.

## Наслідки бою
Армія УНР здобула першу важливу перемогу в ході загальноармійського наступу, який розпочався з території ЗУНР форсуванням річки Збруч і заглибленням на територію УНР. Перемога мала важливе стратегічне та моральне значення. По-перше, урядові інституції мали змогу повернутися на територію УНР, а відтак не перебувати на вигнанні. По-друге, козаки та старшини відчули важливе піднесення та впевненість у власних силах. Кам'янець-Подільський був першим великим містом Подільської губернії на шляху на схід.
Кам'янець-Подільський став тимчасовою столицею УНР. З наказу військового міністра Г. Сиротенка комендантом міста було призначено сотника І. Гончаренка. З міста Скали до Кам'янця протягом 3-4 червня прибули урядовці та держслужбовці УНР. З льохів ЧК були випущені в'язні, в місті запанувало мирне життя.